# Мајк Мајерс
Мајкл „Мајк“ Мајерс (енгл. Michael John "Mike" Myers; Скарборо, 25. мај 1963) је канадски глумац, комичар, сценариста и филмски продуцент.

## Биографија
Мајерсови родитељи су пореклом из Ливерпула у Енглеској и Мајерс има и канадско и британско држављанство. По прецима има енглеске, шкотске и ирске крви, и сам је истакао да се сматра Британцем, али је такође истакао и да је поносни Канађанин.
Једна од првих улога Мајка Мајерса била је са звездом Грознице суботње вечери Гилдом Раднер у ТВ реклами, када је имао девет година. Мајерс је завршио средњу школу 1982. и био је одмах примљен у комедиографску позоришну групу Други град из Торонта. Имао је бројне наступе, као што су улога Вејна Кембела на торонтској ТВ Citytv у раним осамдесетим, као и у емисији Границе града коју је водио Кристофер Врд. Године 1985. био је један од оснивача позоришне групе Comedy Store players са седиштем у Comedy store у Лондону. Следеће године глумио је у британској дечјој ТВ емисији Wide awake club, пародирајући стил емисије са својом емисијом Sound asleep club, у сарадњи са Нилом Маларкијем.
Мајерс је постао познат као члан поставе Грознице суботње вечери телевизије NBC од 1989. до 1995. где је играо улоге као што су Дитер, Линда Ричман и Вејн Кембел из Вејновог света. Године 1992. Мајерс и Дејна Карви реализовали су изузетно успешни дугометражни филм Вејнов свет. Био је један од најуспешнијих филмова те године.
Године 1997. Мајерс је представио лик Остина Пауерса у филму Остин Пауерс:Међународни мистериозни човек. Мајерс је играо главну улогу и још неколико споредних. Прву некомичну улогу забележио је 1999. године у филму 54, где је глумио власника дискотекеСтудио 54, чувене током седамдесетих година. Филм је био умерено успешан, а Мајерсова улога је наишла на широко одобравање и похвале. Мајерс је касније пародирао дискотеку као Студио 69 у филму Austin Powers in Goldmember из 2002. године.
У јуну 2000. године Мајерса је тужио Јуниверзал Пикчерс на износ од 3,8 милиона долара, зато што није испоштовао уговор да глуми лик Дитера у истоименом филму. Мајерс је рекао да је одбио да испоштује уговор вредан 20 милиона долара зато што није желео да превари гледаоце са неприхватљивим сценаријем - који је сам написао. После контратужби, постигнут је споразум после неколико месеци где се Мајерс сложио да сними други филм за Јуниверзал. Тај фил је био Мачак у шеширу из новембра 2003. године. Мајерс је са одушевљењем желео да одигра главну улогу у овом филму.
Мајерс је члан бенда Минг Ти, са бившом гитаристкињом и певачицом групе Банглс Сузаном Хофс, која је извела неколико нумера за филмове о Мајку Мајерсу.
Његов брат Пол Мајерс је музичар и писац.
У анкети „Најбољи комичар“ из 2005. године Мајерса су његове колеге и пријатељи ставили на листу 50 најбољих комичара свих времена.
Мајерс је 29. септембра 2005. године потписао уговор за главну улогу у биографском филму о бубњару групе Ху Киту Муну.

## Занимљиви подаци
- Познат је као велики навијач NHL екипе Торонто мејпл лифс. Ово може бити виђено у филму Austin Powers in Godmember, када на телевизијском екрану пролазе поруке да је Торонто изгласан за најбољи град на свету и да су Мејпл лифси освојили Стенли куп.
- У родном Скарбору постоји улица названа по њему: Мајк Мајерс драјв.

## Изабрани филмови
- Грозница суботње вечери
- Вејнов свет
- So I Married an Axe Murderer
- Вејнов свет 2
- Питов метеор
- 54
- Остин Пауерс: Међународни човек мистерије
- Остин Пауерс: Шпијун који ме је креснуо
- Остин Пауерс: Голдмембер
- Поглед с врха
- Мачак са шеширом
- Шрек
- Шрек 2
- Шрек 3
- Шрек срећан заувек
- Шрек 5

## Значајни ликови
Следеће ликове створио је Мајерс:
- Дитер (Грозница суботње вечери)
- Вејн Кембел (Грозница суботње вечери, Вејнов свет)
- Стјуарт Макензи (Грозница суботње вечери, So I Married an Axe Murderer)
- Чарли Макензи (So I Married an Axe Murderer)
- Остин Пауерс (филмови о Остину Пауерсу)
- Др Зло (филмови о Остину Пауерсу)
- Дебело копиле (филмови о Остину Пауерсу)
- Голдмембер (последњи филм о Остину Пауерсу)

Друге значајне улоге:
- Шрек (филмови Шрек)
- Мачак у шеширу (истоимени филм)